# Islandiana cristata
Islandiana cristata – gatunek pająka z rodziny osnuwikowatych zamieszkującego północną Holarktykę.

## Habitat
Zasiedla m.in.: wilgotną i suchą tundrę arktyczną.

## Występowanie
Gatunek występuje w Rosji (środkowa Syberia), na Alasce i w Kanadzie (Jukon).